# Rörö
Rörö es una isla y localidad del municipio de Öckerö en el archipiélago de Gotemburgo, Västra Götaland, Suecia. Está localizada en el Kattegat, en la costa suroeste de Suecia y solo es accesible a través de un ferry desde Bürö, una pequeña isla que está conectada a Hälsö. La localidad tenía una población de 253 habitantes en 2023, en un área de 59 ha.

## Flora y fauna
Rörö posee una reserva natural, que se encuentra en el noroeste de la isla y cubre dos tercios de la misma. La península en el sureste de la isla se llama Köön.